# Xã Taylor, Quận Appanoose, Iowa
Xã Taylor (tiếng Anh: Taylor Township) là một xã thuộc quận Appanoose, tiểu bang Iowa, Hoa Kỳ. Năm 2010, dân số của xã này là 870 người.